# Gardamana
Gardamana (em armênio: Գարդման; romaniz.: Gardman), também conhecido como Gardemanque (Gardmankʼ) ou Gandemanazor (Gardmanadzor), segundo a Geografia de Ananias de Siracena (século VII), foi um dos oito gavares (cantões) da antiga província de Otena no Reino da Armênia e simultaneamente, junto com o cantão de Tus-Custaque, um principado armênio.

## História
Na visão do historiador Robert H. Hewsen, o nome Gardamana pode ser de origem georgiana. Muitos autores armênios contemporâneos se referiram a Gardamana como parte do ascar ('província, terra') de Orquistena. Durante o reinado da dinastia arsácida (66–428), foi a residência dos nacarares de Otena. Por esta razão, Otena era às vezes chamado de Gardmants'vots' ishkhanut'yun, ou o principado dos gardamanos. Foi adquirida pelo Reino da Albânia em 387 após a partição da Armênia pela Paz de Acilisena. No século VII, a casa local de Gardamana foi substituída pela dinastia mirrânida (de origem parta), que mais tarde se tornou a dinastia governante na Albânia. Durante o governo dos mirrânidas (séculos VII-VIII), a região de Otena passou a ser chamada de Gardamana.
A região foi conquistada pelos árabes em 855. Historiadores armênios contemporâneos notaram repetidamente a presença de dois locais bem conhecidos em Gardamana: uma fortaleza chamada Guetabaque (na atual região azerbaijana de Gadabai) e uma mina de cobre. Em 982, Gardamana e Farrisos, o distrito ao norte de Artsaque, tornaram-se o armênio Reino de Farrisos, que durou até 1017 e depois se tornou parte do Reino de Lorri. Em 1601, a família principesca de Melique-Xanazariã estabeleceu o Melicado de Gardamana. A família governante pertencia a um ramo da Casa de Khachen, e sua residência era na vila de Voscanapate (e por esse motivo, o pequeno estado era às vezes chamado de Melicado de Voscanapate). Os direitos territoriais dos meliques foram confirmados depois que o Império Russo assumiu o controle da região no início do século XIX.